# Sándor Jenő
Farczádi Sándor Jenő, dr. (Székelykeresztúr, 1891. június 30. – Budapest, 1978. december 30.) magyar zeneszerző, jogász, miniszteri tanácsos.

## Élete
Gyermekkorában tanult meg hegedülni. Tizenöt éves korában diákzenekart alakított. Gimnáziumi tanulmányait a nagyenyedi Bethlen Gábor Kollégiumban folytatta, majd 1913-ban Kolozsváron jogi doktorrá avatták. 
1918 decemberében családjával Erdélyből menekülni kényszerült. Az 1920-as évek elején keletkeztek első dalai, Halványsárga rózsát bokrétába szedtem című nótájával országos ismertséget szerzett. Több egy- és kétfelvonásos gyermek-operettje került színre Budapesten a Terézkörúti Színpadon, és több mint száz önálló hegedű-koncertet adott a fővárosban. 
Szenes Andor szövegével 1930-ban a budapesti Városi (ma Erkel) Színházban mutatták be Halványsárga rózsa, később Weekend című operettjét. Szenes Andor szövegeire műdalokat szerzett. Kellér Dezső verseire több nótát is írt, melyekkel sikert aratott. 1920-tól hegedült, népi zenekarokat alakított. Zeneszerzői munkásságában a nóta játszotta a főszerepet, de írt tangót, foxtrottot, valcert és egyéb, a korban divatos (tánc)zenéket. 
1944 júniusában, Huszka Jenő lemondása után a Magyar Szövegírók, Zeneszerzők és Zeneműkiadók Szövetkezetének igazgatósága elnökéül választotta. Az 1940-es évek elejétől miniszteri tanácsosi tisztséget viselt. 1945-ben letartóztatták és azzal gyanúsították, hogy a KEOKH (Külföldieket Ellenőrző Országos Központi Hatóság) vezetőjeként emberek tízezreit vitette Felvidékről és Máramarosszigetről az akkori országhatárokon kívül a kormány tudta nélkül, azon a jogcímen, hogy nem volt rendben az illetők állampolgársága. 1947-ben a Népbíróság első fokú ítéletével hat évi börtönre, állásvesztésre és vagyonelkobzásra ítélte. 1947-ben másodfokon hét évre emelte büntetését.

## Művei
IPI névazonosító 00143136995
Operettek
- Halvány sárga rózsák (1930. Városi Színház)
- Weekend (1932. Budai Színkör, librettó: Szenes Andor)

- Aki mer az nyer (1935. Budai Színkör, librettó: Rejtő Jenő)
- Nincs szebb, mint a szerelem (1937. szegedi Városi Színház, librettó: Dénes Gyula)

- Mezei pacsirta (1937. szegedi Városi Színház, librettó: Dénes Gyula)

- Tisztességes Anna (1939. Városi Színház, librettó: Rejtő Jenő)
- Bécsi gyors (1940. Fővárosi Operettszínház, rendezi és az összekötő szöveget írta Kiszely Gyula)

### Nóták
- Halványsárga rózsa
- Imádság már az is (szöveg: Jávor László)
- Van egy szőke asszony (szöveg: Jávor László)

### Filmjei
- Csókolj meg, édes! (1932)
- Mámi (1937)
- A kölcsönkért kastély (1937)
- Sportszerelem (1938)
- Borcsa Amerikában (1938)
- Péntek Rézi (1938)
- Hétszilvafa (1940)
- Házasság (1942)
- Dankó Pista (1940)
- Fráter Lóránd (1942)
- Egy bolond százat csinál (1942)
- Négylovas hintó (1942)
- Külvárosi őrszoba (1942)
- Kerek Ferkó (1943)
- Tilos a szerelem (1943)
- Menekülő ember (1944)
- Szováthy Éva (1944)

### Egyéb műve
- Szakíts, ha tudsz (zenés vígjáték)